# Houghton (Cambridgeshire)
Houghton – wieś w Anglii, w hrabstwie Cambridgeshire, w dystrykcie Huntingdonshire. Leży 22 km na północny zachód od miasta Cambridge i 92 km na północ od Londynu. W 2001 miejscowość liczyła 2559 mieszkańców.